# Rouffange
Rouffange es una comuna francesa situada en el departamento de Jura, en la región de Borgoña-Franco Condado.

## Demografía
| 80 | 89 | 74 | 69 | 80 | 83 | 118 |
| Para los censos de 1962 a 1999 la población legal corresponde a la población sin duplicidades (Fuente: INSEE [Consultar]) |    |    |    |    |    |     |